# Bolborhachium prochelyum
Bolborhachium prochelyum är en skalbaggsart som beskrevs av Henry Fuller Howden 1985. Bolborhachium prochelyum ingår i släktet Bolborhachium och familjen Bolboceratidae. Inga underarter finns listade.